# Discestra alta
Discestra alta är en fjärilsart som beskrevs av Barnes och Benjamin 1924. Discestra alta ingår i släktet Discestra och familjen nattflyn. Inga underarter finns listade i Catalogue of Life.